# Estadi Nou Pla
L'Estadi Nou Pla és un estadi situat en la localitat valenciana de la Vila Joiosa (Marina Baixa). És el camp on juga els seus partits el Vila Joiosa Club de Futbol i el CF Atlético Jonense.
Les seues instal·lacions compten amb els últims avanços tècnics i en elles entrena i juga la Vila Joiosa Club de Futbol i el CF Atlético Jonense. Té un camp de futbol 108x71 metres i un terreny de joc de 103x65 metres, tots de gespa artificial. Pot acullir un públic d'uns 2765 d'expectadors.